# Šindžjang
Šindžjang (ujgursko شىنجاڭ, SASM/GNC: Šindžjang; kitajsko: 新疆; pinjin: Xīnjiāng, alternativno latinizirano kot Sinkjang; uradno Ujgurska avtonomna pokrajina Šindžjang (UARŠ)) je avtonomna pokrajina Ljudske republike Kitajske (LRK), ki se nahaja na severozahodnem delu države blizu Srednje Azije. Kot največja kitajska provinca in 8. največja državna podenota na svetu, Šindžjang obsega območje 1,6 milijona kvadratnih kilometrov in ima približno 25 milijonov prebivalcev. Šindžjang meji na Mongolijo, Rusijo, Kazahstan, Kirgizistan, Tadžikistan, Afganistan, Pakistan in Indijo. Razgibane gorske verige Karakorum, gorovje Kunlun in Tjanšan zasedajo večino meja Šindžjanga, pa tudi njegove zahodne in južne regije. Regiji Aksaj Čin in pas Trans-Karakoram, ki ju upravlja Kitajska, zahteva Indija. Šindžjang meji tudi na avtonomno pokrajino Tibet ter provinci Gansu in Činghaj. Najbolj znana pot zgodovinske svilne poti je potekala po ozemlju od vzhoda do njegove severozahodne meje.
V pokrajini živijo številne etnične skupine, med njimi turški Ujguri, Kazahi in Kirgizi, Kitajci Han, Tibetanci, Hui, Tadžiki, Mongoli, Rusi in Sibe. V Šindžjangu obstaja več kot ducat avtonomnih prefektur in okrajev namenjenim manjšinam. Starejša dela v angleškem jeziku to območje pogosto omenjajo kot kitajski Turkestan, Vzhodni Turkestan in Vzhodni Turkistan. Šindžjang je z gorsko verigo razdeljen na Džungarsko kotlino na severu in Tarimsko kotlino na jugu. Le približno 9,7 % površine Šindžjanga je primerno za bivanje ljudi.
Med dokumentirano zgodovino staro do 2500 let se je vrsta ljudi in imperijev potegovala za nadzor nad celotnim ozemljem ali njegovimi deli. Ozemlje je v 18. stoletju prešlo pod oblast dinastije Čing, ki ga je kasneje zamenjala vlada Republike Kitajske. Od leta 1949 in kitajske državljanske vojne je del Ljudske republike Kitajske. Leta 1954 je bil ustanovljen Proizvodni in gradbeni korpus Šindžjang (Šindžjang Bingtuan), da bi okrepil mejno obrambo pred Sovjetsko zvezo in spodbujal lokalno gospodarstvo z naselitvijo vojakov v pokrajino. Leta 1955 je bil Šindžjang upravno spremenjen iz province v avtonomno pokrajino. V zadnjih desetletjih so v Šindžjangu našli številne zaloge nafte in mineralov, pokrajina pa je trenutno tudi največji kitajski proizvajalec zemeljskega plina.
Od leta 1990 do 2010 so gibanje za neodvisnost vzhodnega Turkestana, separatistični konflikt in vpliv radikalnega islama povzročili nemire v regiji z občasnimi terorističnimi napadi in spopadi med separatističnimi in vladnimi silami. Zaradi teh konfliktov je kitajska vlada v pokrajini ustanovila internacijska taborišča, kjer s pomočjo miselne reforme poskuša muslimansko prebivalstvo prisiliti k opustitvi vere. Nekateri opazovalci so te ukrepe označili za ujgurski genocid.

## Imena
Splošno območje Šindžjanga je bilo v preteklosti znano pod številnimi različnimi imeni, tako v avtohtonih kot tudi v drugih jezikih. Ta imena vključujejo Altišahr ((Predloga:Ug, Predloga:Ug, Predloga:Ug; romanizirano: Altä-şähär ali Alti-şähär),), zgodovinsko ujgursko ime za južno polovico pokrajine, ki se nanaša na »šest mest« porečja Tarimske kotline, pa tudi Khotan, Khotaj (Khotay), kitajski Tartari, visoki Tartari, vzhodni Čagataj (to je bil vzhodni del Čagatajskega kanata), Moghulistan ('dežela Mongolov'), Kašgarija, mala Bokhara, Serindia (zaradi indijskega kulturnega vpliva) in v kitajščini 'zahodne regije'.
Med 2. stoletjem pr. n. št. in 2. stoletjem n. št. je imperij Han ustanovil protektorat zahodnih regij ali protektorat Šiju (西域都護府), da bi zavaroval donosne svilne poti. Zahodne regije v obdobju Tang so bile znane kot Čiši (磧西). Či se nanaša na puščavo Gobi, medtem ko se Ši nanaša na zahod. Imperij Tang je leta 640 ustanovil generalni protektorat za pomiritev Zahoda ali protektorat Anši (安西都護府) za nadzor nad regijo.
V času dinastije Čing, je bil severni del Šindžjanga, Džungarija, znan kot Džunbu (準部, regija Dzungar), južna Tarimska kotlina pa Huidžjang (回疆, Muslimanska meja), preden sta bili obe regiji združeni in postali regija Šiju Šindžjang (西域新疆, lit. Zahodna regija, Nova meja), kasneje poenostavljena v Šindžjang (新疆; romanizirano Sinkjang). Uradno ime je bilo dano med vladavino cesarja Guangšuja leta 1878. V skladu s poročilom kitajskega državnika Dzuo Dzongtanga cesarju Činga, Šindžjang pomeni »nova dežela, ki se je na novo vrnila« (故土新歸) ali »nova stara dežela«.
Izraz so dobila tudi druga območja, ki so jih osvojila kitajska cesarstva, na primer današnji okraj Džinčuan je bil takrat znan kot "Džinčuan Šindžjang". Na enak način je bil današnji Šindžjang znan kot Šiju Šindžjang (kitajsko: 西域新疆; dob.: 'Zahodne regije' Nova meja') in Gansu Šindžjang (kitajsko: 甘肅新疆; dob.: 'Nova meja province Gansu', posebej za današnji vzhodni Šindžjang).
Leta 1955 se je provinca Šindžjang preimenovala v »avtonomna pokrajina Šindžjang-Ujgur«. Prvotno predlagano ime je bilo preprosto »avtonomna pokrajina Šindžjang«. Saifuddin Azizi, prvi predsednik Šindžjanga, je ostro nasprotoval predlaganemu imenu pri Mao Cetungu in trdil, da »avtonomija ni podeljena goram in rekam, temveč določenim narodnostim.«

## Opis
Šindžjang sestavljata dve glavni geografsko, zgodovinsko in etnično ločeni regiji z različnimi zgodovinskimi imeni, Džungarija severno od gorovja Tjanšan in Tarimska kotlina južno od gorovja Tjanšan, preden ju je dinastija Čing leta 1884 združila v eno politično enoto, imenovano provinca Šindžjang. V času osvajanja Čingov leta 1759 je bila Džungarija poseljena s stepskimi bivališči v katerih so živeli nomadski tibetanski budistični Džungari, medtem ko so v Tarimski kotlini živeli turško govoreči muslimanski kmetje, danes znani kot Ujguri. Regiji sta bili pod ločeno upravo do leta 1884. Domače ujgursko ime za Tarimsko kotlino je Altišahr.
Dinastija Čing se je dobro zavedala razlik med nekdanjim budističnim mongolskim območjem severno od Tjanšana in turško muslimanskim območjem južno od Tjanšana in jima je sprva vladala v ločenih upravnih enotah. Vendar pa so prebivalci Činga začeli razmišljati o obeh območjih kot o delu ene posebne pokrajine, imenovane Šindžjang. Sam koncept Šindžjanga kot ene posebne geografske identitete so ustvarili Čingi. Prvotno na regijo tako niso gledali domači prebivalci, pač pa so to stališče imeli Kitajci. Med vladavino Čingov navadni prebivalci Šindžjanga do območja niso čutili »regionalne identitete«; Šingžjangu so svojo regionalno identiteto podelili Čingi, saj je območje imelo ločeno geografijo, zgodovino in kulturo, bilo ločeno od Srednje Azije za več kot stoletje in pol, hkrati pa so jo ustvarili multikulturni Kitajci ter naselili Han in Hui.
V poznem 19. stoletju so nekateri še vedno predlagali, naj se iz Šindžjanga ustvarita dve ločeni regiji, na območju severno od Tjanšana in na območju južno od Tjanšana, debatirali pa so tudi ali naj se Šindžjang spremeni v provinco.
Šindžjang je veliko, redko poseljeno območje s površino več kot 1,6 milijona km2 (po velikosti primerljivo z Iranom), ki zavzema približno šestino ozemlja države. Šindžjang meji na Avtonomno pokrajino Tibet in indijsko okrožje Leh v kraju Ladak na jugu ter provinci Činghaj in Gansu na jugovzhodu, Mongolijo (province Bayan-Ölgii, Govi-Altai in Khovd) na vzhodu, rusko republiko Altaj na severu in Kazahstan (regiji Almati in Vzhodni Kazahstan), Kirgizistan (regije Isik-Kul, Narin in Oš), tadžikistansko avtonomno regijo Gornji Badahšan, afganistansko provinco Badahšan, Pakistan (Azad Kašmir in Gilgit-Baltistan) ter indijsko Džamu in Kašmir na zahodu.
Vzhodno-zahodna veriga Tjanšan ločuje Džungarijo na severu od Tarimske kotline na jugu. Džungarija je suha stepa, Tarimska kotlina vsebuje ogromno puščavo Takla Makan, obdano z oazami. Na vzhodu je Turpanska depresija, na zahodu pa razdelitev Tjanšana, kjer se tvori dolina reke Ili.

## Zgodovina

### Zgodnja zgodovina
Najzgodnejši prebivalci regije, ki obsega današnji Šindžjang, so bili genetsko starodavne severne Evrazije in severovzhodne Azije, kasnejši genski tok iz bronaste dobe pa je povezan s širitvijo zgodnjih Indoevropejcev. Ta populacijska dinamika je povzročila heterogeno demografsko sestavo. Vzorci iz železne dobe iz Šindžjanga kažejo okrepljene stopnje mešanja stepskih pastirjev in severovzhodnih Azijcev, pri čemer severni in vzhodni Šindžjang kažeta več sorodnosti s severovzhodnimi Azijci, južni Šindžjang pa kaže večjo afiniteto s srednjeazijskimi prebivalci.
Železna doba v Srednji Aziji se je začela, ko so se med indoevropskimi Saki v današnjem Šindžjangu med 10. in 7. stoletjem pred našim štetjem pojavili železni predmeti, kakršni so bili najdeni na pokopališču Čavuhukov (pinjin Chawuhukou).
Po navedbah J. P. Malloryja in Victorja H. Mairja so Kitajci v besedilu Šan Haj Džing (pinjin Shan Hai Jing) opisovali »bele ljudi z dolgimi lasmi« (Baj), ki so živeli onkraj njihove severozahodne meje. Na istem območju Tarimske kotline so bile najdene dobro ohranjene tarimske mumije z delnimi kavkazijskimi značilnostmi (pogosto z rdečkastimi ali svetlimi lasmi). Mumije so razstavljene v muzeju Urumči in segajo v 2. tisočletje pred našim štetjem (4000 let pr. n. št). Med letoma 2009 in 2015 so na pokopališču Šjaohe (pinjin Xiaohe) na posmrtnih ostankih 92 posameznikov analizirali Y-kromosomske in mitohondrijske DNK označevalce. Genetske analize mumij so pokazale, da materinsko poreklo ljudstva Šjaohe izvira iz Vzhodne Azije in Zahodne Evrazije; očetovski rodovi so vsi izvirali iz Sibirije.
Nomadska plemena, kot so Juedži (pinjin Yuezhi), Saki in Vusun (pinjin Wusun), so bila verjetno del migracije indoevropskih govorcev, ki so se naselili v zahodni osrednji Aziji. Ko je dinastija Han pod vodstvom cesarja Vuja (vladal 141–87 pr. n. št.) zahodno Tarimsko kotlino prevzela od njenih prejšnjih vladarjev (Šjongnu), so bila v njej naseljena različna ljudstva, ki so vključevala indoevropsko govoreče Toharce v Turpanu in Kuči, pa tudi ljudstvo Saki s središčem v kraljestvu Šule in kraljestvu Hotan ter tibetansko-burmanske skupine, zlasti ljudi, povezane z etnično skupino Čjang, pa tudi Kitajce Han.
Regiji Tarim in Dzungaria, ki ju je prečkala Severna svilna pot, sta bili znani kot zahodni regiji. Na začetku dinastije Han (206 pr. n. št. – 220 n. št.) je regiji vladalo Šjongnu, močno nomadsko ljudstvo s sedežem v današnji Mongoliji. V 2. stoletju pred našim štetjem se je dinastija Han pripravljala na vojno proti Šjongnu, ko je cesar Vu iz Hana poslal Džang Čjana, da razišče skrivnostna kraljestva na zahodu in sklene zavezništvo z Juedži proti Šjongnu. Zaradi vojne so Kitajci nadzorovali strateško regijo od koridorja Ordos in Gansu do Lop Nora. Ločili so Šjongnu od ljudstva Čjang na jugu in pridobili neposreden dostop do zahodnih regij. Han Kitajska je poslala Džang Čjana kot odposlanca v države v regiji, s čimer se je začelo več desetletij boja med Šjongnu in Han Kitajsko, v kateri je Kitajska na koncu prevladala. Leta 60 pr. n. št. je Han Kitajska ustanovila protektorat zahodnih regij (西域都護府) v Vuleiju (烏壘, da bi nadzoroval regijo vse do zahoda do gorovja Pamir. Protektorat je bil zasežen med državljansko vojno proti Vang Mangu (vladal 9–23 n. š.), leta 91 pa se je zaradi prizadevanj generala Ban Čaoja vrnil pod nadzor Hanov.
Dinastija Zahodni Džin je v začetku 4. stoletja podlegla zaporednim valom vpadov nomadov s severa. Kratkotrajna kraljestva, ki so eno za drugim vladala severozahodni Kitajski, vključno z nekdanjim Ljangom, nekdanjim Čin, kasnejšim LJangom in zahodnim LJángom, so poskušala obdržati protektorat z različnimi stopnjami uspeha. Po dokončni ponovni združitvi severne Kitajske pod cesarstvom Severni Vei je njen protektorat nadzoroval današnjo jugovzhodno regijo Šindžjang. Lokalne države, kot so Šule, Jutian, Guizi in Čjemo, so nadzorovale zahodno regijo, medtem ko je osrednjo regijo okoli Turpana nadzoroval Gaočang, ostanki države (Severni Ljang), ki je nekoč vladala delu današnje province Gansu na severozahodu Kitajske.
Med obdobjem dinastije Tang je bila izvedena vrsta ekspedicij proti zahodnemu turškemu kaganatu in njihovim vazalom: oaznim državam južnega Šindžjanga. Kampanje proti oaznim državam so se začele pod cesarjem Taizongom s priključitvijo Gaočanga leta 640. Tangi so leta 644 zavzeli bližnje kraljestvo Karasahr, leta 649 pa kraljestvo Kuča. Dinastija Tang je nato leta 640 ustanovila generalni protektorat za pomiritev Zahoda (安西都護府) ali protektorat Anši za nadzor nad regijo.
Med uporom Anši, ki je skoraj uničil dinastijo Tang, je Tibet napadel Tange na široki fronti od Šindžjanga do Junana. Leta 763 je za 16 dni zasedla prestolnico Tangov Čangan in do konca stoletja nadzorovala južni Šindžjang. Ujgurski kaganat je istočasno prevzel nadzor nad severnim Šindžjangom, večjim delom Srednje Azije in Mongolijo.
Ko sta Tibet in Ujgurski kaganat sredi 9. stoletja propadla, je Kara-kanidski kanat (konfederacija turških plemen, vključno s Karluki, Čigili in Jagmi) nadzoroval zahodni Šindžjang v 10. in 11. stoletju. Potem ko so Kirgizi leta 840 uničili Ujgurski kaganat v Mongoliji, so se veje Ujgurov ustanovile v Čoča (Karakhoja) in Bešbalik (blizu današnjega Turpana in Urumčija). Ujgurska država je ostala v vzhodnem Šindžjangu do 13. stoletja, čeprav so ji vladali tuji vladarji. Kara-kanidi so se spreobrnili v islam. Ujgurska država, sprva manihejska, se je kasneje spreobrnila v budizem.
Ostanki dinastije Ljao iz Mandžurije so leta 1132 vstopili v Šindžjang, bežali pred uporom sosednjih Džurčenov. Ustanovili so nov imperij, Kara Khitaj, ki je naslednje stoletje vladal delom Tarimske kotline, ki so bili v rokah Kara-Khanidov in Ujgurov. Čeprav sta bila kitanščina in kitajščina primarna upravna jezika, sta se uporabljala tudi perzijščina in ujgurščina.

### Islamizacija
Današnji Šindžjang je bil sestavljen iz Tarimske kotline in Dzungarije in je bil prvotno naseljen z indoevropskimi Toharci in iranskimi Saki, ki so prakticirali budizem in zoroastrstvo. Turpansko in Tarimsko kotlino so naselili govorci toharskih jezikov, v regiji pa so našli kavkaške mumije. Območje je postalo islamizirano v 10. stoletju s spreobrnitvijo kanata Kara-Khanid, ki je zasedel Kašgar. Sredi 10. stoletja je saško budistično kraljestvo Khotan napadel turški muslimanski karakhanidski vladar Musa; karahanidski voditelj Jusuf Kadir Kan je okoli leta 1006 osvojil Khotan.

### Mongolsko obdobje
Potem ko je Džingiskan združil Mongolijo in začel napredovati proti zahodu, je ujgurska država v regiji Turpan-Urumči ponudila svojo zvestobo Mongolom leta 1209 ter prispevala davke in vojake za mongolski imperialni napor. V zameno so ujgurski vladarji obdržali nadzor nad svojim kraljestvom; Džingiskanovo mongolsko cesarstvo je osvojilo Kara Khitai leta 1218. Šindžjang je bil trdnjava Ögedej kana in je kasneje prišel pod nadzor njegovega potomca Kaiduja. Ta veja mongolske družine je ustanovila dinastijo Juan v zalivu, dokler se njihova vladavina ni končala.
V času Mongolskega cesarstva se je dinastija Juan borila s Čagatajskim kanatom za oblast nad regijo in slednji je nadzoroval večino regije. Potem ko se je Čagatajski kanat sredi 14. stoletja razdelil na manjše kanate, so politično razdrobljeni regiji vladali številni perzizirani mongolski kani, vključno s tistimi iz Mogulistana (s pomočjo lokalnih emirjev Dughlat), Uigurstana (kasneje Turpan) in Kašgarija. Ti voditelji so se vojskovali med seboj ter s Timuridi iz Transoksiane na zahodu in Oirati na vzhodu: naslednik čagatajskega režima s sedežem v Mongoliji in na Kitajskem. V 17. stoletju so Dzungarji vzpostavili imperij nad večjim delom regije.
Mongolski Dzungarji so bili kolektivna identiteta več plemen Oirat, ki so oblikovala in vzdrževala enega zadnjih nomadskih imperijev. Džungarski kanat je pokrival Džungarijo, ki se je raztezala od zahodnega Kitajskega zidu do današnjega vzhodnega Kazahstana in od današnjega severnega Kirgizistana do južne Sibirije. Večino regije so Kitajci preimenovali v Šindžjang po padcu imperija Dzungar, ki je obstajal od začetka 17. do sredine 18. stoletja.
Naseljenim turškim muslimanom v Tarimski kotlini je prvotno vladal Čagatajski kanat, nomadski budistični Oirat Mongoli v Džungariji pa so vladali Džungarskemu kanatu. Nakšbandi Sufi Khojas, potomci Mohameda, so nadomestili Čagatajske kane kot vladarje Tarimske kotline v začetku 17. stoletja. Prišlo je do boja med dvema frakcijama Khoja: Afaki (Bela gora) in Išaki (Črna gora). Išaki je premagal Afaki in Afak Khoja je leta 1677 povabil 5. dalajlamo (vodja Tibetancev), da posreduje v njegovem imenu. Dalajlama je nato pozval svoje budistične privržence Dzungar v kanatu Dzungar, naj ukrepajo po povabilu. Džungarski kanat je leta 1680 osvojil Tarimsko kotlino in postavil Afaki Khoja za svojega marionetnega vladarja. Po spreobrnitvi v islam so potomci prej budističnih Ujgurov v Turpanu verjeli, da so »neverni Kalmuki« (Džungarji) v njihovi regiji zgradili budistične spomenike.

### Dinastija Čing
Turški muslimani iz oaz Turpan in Kumul so se nato podredili dinastiji Čing in prosili Kitajsko, naj jih osvobodi Dzungarjev; Čing so sprejeli vladarje kot vazale. Proti Džungarjem so se vojskovali desetletja, preden so jih premagali; Čing Mančujski praporščaki so nato izvedli genocid nad Džungarji, jih skoraj izkoreninili in Džungarijo izpraznili. Čing so osvobodili voditelja Afaki Khoja Burhan-ud-dina in njegovega brata, Khoja Džihana, iz Dzungarskega zapora in ju imenoval za vladarja Tarimske kotline kot vazala Čingov. Brata Khoja sta odstopila od sporazuma in se razglasila za neodvisna voditelja Tarimske kotline. Čing in turpanski voditelj Emin Khoja sta zadušila njihov upor in do leta 1759 je Kitajska nadzorovala Dzungarijo in Tarimsko kotlino.
Mančurska dinastija Čing je pridobila nadzor nad vzhodnim Šindžjangom kot rezultat dolgega boja z Dzungarji, ki se je začel v 17. stoletju. Leta 1755 si Čingi s pomočjo plemiča Oirat Amursana napadli Ghuljo in ujeli kana Dzungarjev. Potem ko je Amursana na prošnjo, da bi ga razglasili za dzungarskega kana, ostal brez odgovora, je vodil upor proti Čingom. Vojske Čingov so v naslednjih dveh letih uničile ostanke Džungarskega kanata in številni Han Kitajci in Hui so se preselili na pomirjena območja.
Domači Dzungar Oirat Mongoli so močno trpeli zaradi brutalnih pohodov in sočasne epidemije črnih koz. Pisatelj Vei Juan je nastalo opustošenje v današnjem severnem Šindžjangu opisal kot »prazno ravnino za več tisoč lijev, brez jurt Oirat, razen tistih, ki so se predali«. Ocenjeno je bilo, da je 80 odstotkov od 600.000 (ali več) Dzungarjev umrlo zaradi kombinacije bolezni in vojskovanja, okrevanje pa je trajalo več generacij.
Trgovcem Han in Hui je bilo sprva dovoljeno trgovati le v Tarimski kotlini; njihova naselitev je bila prepovedana do invazije Mohameda Jusufa na Khoja leta 1830, ko je Čing nagradil trgovce za boj proti Khoji tako, da jim je dovolil, da se naselijo v kotlini. Ujgurskega muslimanskega Sajida in Nakšbandi sufijskega upornika iz podreda Afaki, Jahangirja Khoje, so Mandžurci leta 1828 usmrtili (Lingči), ker je vodil upor proti Čingom. Po besedah Roberta Montgomeryja Martina je bilo leta 1870 v Džungarijo naseljenih veliko Kitajcev z različnimi poklici; v Turkestanu (Tarimska kotlina) pa je bilo le nekaj kitajskih trgovcev in garnizijskih vojakov posejanih z muslimanskim prebivalstvom.
Ujgurski upor proti Mandžurcem leta 1765 se je začel po tem, ko so ujgurske ženske posilili služabniki in sin mandžurskega uradnika Su-čenga. Rečeno je bilo, da so »Uš muslimani dolgo želeli spati na [Sučeng in sinovih] kožah in jesti njihovo meso« zaradi večmesečnih zlorab. Mandžujski cesar je ukazal pokol ujgurskega uporniškega mesta; Sile Čingov so zasužnjile ujgurske otroke in ženske ter pobile ujgurske moške. Spolna zloraba ujgurskih žensk s strani mandžurskih vojakov in uradnikov je sprožila globoko sovražnost Ujgurov proti mandžurski vladavini.

### Republika Kitajska
Leta 1912 je dinastijo Čing zamenjala Republika Kitajska. Juan Dahua, zadnji Čing guverner Šindžjanga, je pobegnil. Eden od njegovih podrejenih, Jang Zengšin, je prevzel nadzor nad provinco in marca istega leta poimensko pristopil k Republiki Kitajski. Z uravnoteženjem mešanih etničnih volilnih enot je Jang nadzoroval Šindžjang do svojega atentata leta 1928 po severni ekspediciji Kuomintanga.
Upor Kumula in drugi so izbruhnili v zgodnjih1930-ih proti Jin Šurenu, Jangovemu nasledniku, v katerega so bili vpleteni Ujguri, druge turške skupine in Kitajci Hui (muslimani). Jin je angažiral bele Ruse, da zadušijo upore. V regiji Kašgar je bila 12. novembra 1933 po razpravi o tem, ali naj se imenuje Vzhodni Turkestan ali Ujguristan, samorazglašena kratkotrajna Prva republika Vzhodnega Turkestana. Regija, ki si jo je lastil ETR, je obsegala prefekture Kašgar, Khotan in Aksu v jugozahodnem Šindžjangu. Kitajska muslimanska 36. divizija Kuomintanga (nacionalna revolucionarna armada) je leta 1934 v bitki pri Kašgarju premagala vojsko Prve vzhodnoturkestanske republike in končala republiko, potem ko so kitajski muslimani usmrtili njena dva emirja: Abdulaha Bughro in Nur Ahmada Jan Bughra. Sovjetska zveza je vdrla v pokrajino; po vojni v  leta 1937 je bilo pod nadzorom severovzhodnega Hanskega poveljnika Šeng Šikaija. Šeng je vladal Šindžjangu naslednje desetletje s podporo Sovjetske zveze, katere številne etnične in varnostne politike je uvedel. Sovjetska zveza je v pokrajini ohranila vojaško bazo in napotila več vojaških in gospodarskih svetovalcev. Šeng je povabil skupino kitajskih komunistov (vključno z Mao Cetungovim bratom, Mao Zeminom), vendar jih je leta 1943 v strahu pred zaroto vse usmrtil. Leta 1944 je predsednik in premier Kitajske Čang Kaj Šek, ki ga je Sovjetska zveza obvestila o nameri Šikaija, da se ji pridruži, ga naslednje leto premestil v Čongčing kot ministra za kmetijstvo in gozdarstvo. Med uporom Ili je Sovjetska zveza podprla ujgurske separatiste pri oblikovanju Druge republike vzhodnega Turkestana (2. ETR) v regiji Ili, medtem ko je večina Šindžjanga ostala pod nadzorom Kuomintanga.

### Ljudska republika Kitajska
Ljudska osvobodilna vojska je vstopila v Šindžjang leta 1949, ko sta jima poveljnik Kuomintanga Tao Zhiyue in predsednik vlade Burhan Šahidi predala provinco.[85] Pet voditeljev ETR, ki naj bi se pogajali s Kitajci o suverenosti ETR, je tistega leta umrlo v letalski nesreči v Kazahstanski Sovjetski socialistični republiki. LRK je nadaljevala sistem naseljenskega kolonializma in prisilne asimilacije, ki je opredeljeval prejšnji kitajski ekspanzionizem v Šindžjangu.
Avtonomna regija LRK je bila ustanovljena 1. oktobra 1955 in je nadomestila provinco; tistega leta (prvi moderni popis prebivalstva na Kitajskem je bil opravljen leta 1953) so Ujguri predstavljali 73 odstotkov celotnega prebivalstva Šindžjanga, ki znaša 5,11 milijona. Čeprav je bil Šindžjang od leta 1954 imenovan za »ujgursko avtonomno regijo«, je več kot 50 odstotkov njegovega območja označenih kot avtonomna območja za 13 domorodnih neujgurskih skupin. Sodobni Ujguri so razvili etnogenezo leta 1955, ko je LRK priznala prej ločeno samoopredeljena oazna ljudstva. V 1950-ih je general Vang Džen prisilil na tisoče hunanskih žensk v spolno suženjstvo v enotah PLA v Šindžjangu.
V južnem Šindžjangu živi večina ujgurskega prebivalstva, približno devet milijonov ljudi, od skupno dvajsetmilijonskega prebivalstva; petinpetdeset odstotkov Hanskega prebivalstva Šindžjanga, večinoma mestnega, živi na severu. To je ustvarilo gospodarsko neravnovesje, saj je severni Džungarski bazen (Džungarija) bolj razvit kot južni.
Zemljiška reforma in kolektivizacija sta na ujgurskih kmetijskih območjih potekali z enakim splošnim tempom kot v večini Kitajske.(str.134) Lakota v Šindžjangu ni bila tako velika kot drugod na Kitajskem med velikim pohodom naprej in milijon Han Kitajcev, ki so bežali pred lakoto, so preselili leta Šindžjang.
Leta 1980 je Kitajska dovolila Združenim državam vzpostaviti elektronske prisluškovalne postaje v Šindžjangu, da bi lahko Združene države spremljale sovjetske izstrelitve raket v srednji Aziji v zameno za to, da so ZDA dovolile prodajo civilne in vojaške tehnologije z dvojno rabo ter nesmrtonosne vojaške opreme Kitajski.

## Geografija
Šindžjang je največja politična enota Kitajske, saj obsega več kot eno šestino celotnega ozemlja Kitajske in četrtino dolžine njene meje. Šindžjang je večinoma prekrit z nenaseljivimi puščavami in suhimi travišči, z oazami, ki so primerne za bivanje, ki predstavljajo 9,7 odstotka celotne površine Šindžjanga do leta 2015 ob vznožju Tjanšana, gorovja Kunlun in Altaj.
Šindžjang je razdeljen na gorovje Tjanšan (تەڭرى تاغ‎, Tengri Tagh, Тәңри Тағ), ki ga deli na dve veliki kotlini: Dzungarsko kotlino na severu in Tarimsko kotlino na jugu. Majhen klin v obliki črke V med tema dvema velikima kotlinama, omejen z glavno verigo Tjanšana na jugu in gorovjem Borohoro na severu, je porečje reke Ili, ki se izliva v kazahstansko Balhaško jezero; še manjši klin bolj severno je dolina Emin.
Druge večje gorske verige Šindžjanga so Pamir in Karakorum na jugozahodu, gore Kunlun na jugu (ob meji s Tibetom) in gore Altaj na severovzhodu (deljeno z Mongolijo). Najvišja točka regije je gora K2, osemtisočak, ki je 8611 metrov visok v gorovju Karakorum na meji s Pakistanom.
Večji del Tarimske kotline prevladuje puščava Takla Makan. Severno od nje je Turpanska depresija, ki vsebuje najnižjo točko v Šindžjangu in v celotni LRK, na -155 metrih pod morsko gladino.
Džungarska kotlina je nekoliko hladnejša in prejme nekoliko več padavin kot Tarimska kotlina. Kljub temu ima v središču tudi veliko puščavo Gurbantünggüt (znano tudi kot Dzoosotoyn Elisen).
Gorovje Tjanšan označuje mejo Šindžjang-Kirgizistan na prelazu Torugart (3752 m). Karakorumska avtocesta povezuje Islamabad v Pakistanu s Kašgarjem čez prelaz Khundžerab.
Šindžjang je geološko mlada dežela. Trk indijske in evrazijske plošče je oblikovalo gorovja Tjanšan, Kunlun in Pamir; zaradi navedene tektonike je zelo aktivno potresno območje. Starejše geološke formacije so na skrajnem severu, kjer je Kazahstan in na vzhodu, kjer je del Severnokitajskega kratona.
Znotraj meja Šindžjanga, natančneje v puščavi Gurbantünggüt, je točka, ki je najbolj oddaljena od morja (kontinentalni pol nedostopnosti): 46°16.8′N 86°40.2′E / 46.2800°N 86.6700°E. Od najbližje obale je oddaljena 2647 km po ravni črti.
Leta 1992 so lokalni geografi določili drugo točko znotraj Šindžjanga – 43°40′52″N 87°19′52″E / 43.68111°N 87.33111°E v jugozahodnem predmestju Urumčija v okrožju Urumči – za »središče Azije«. V ta namen so nato tam postavili spomenik in mesto je postalo lokalna turistična atrakcija.

### Reke in jezera
Zaradi vročega poletja in malo padavin je večina Šindžjanga endoreična. Njegove reke bodisi izginejo v puščavi bodisi se končajo v slanih jezerih (znotraj samega Šindžjanga ali v sosednjem Kazahstanu), namesto da bi tekle proti oceanu. Edina izjema je najsevernejši del regije z reko Irtiš, ki izvira v gorovju Altaj in teče (čez Kazahstan in Rusijo) proti Arktičnemu oceanu. Toda kljub temu je bil znaten del voda Irtiša umetno preusmerjen preko kanala Irtiš–Karamaj–Urumči v bolj suha območja južne Džungarske kotline.
Drugje je večina rek Šindžjanga sorazmerno kratkih, ki se napajajo iz snega različnih pogorij Tjanšana. Ko enkrat vstopijo v naseljena območja v vznožju gora, se njihove vode v veliki meri uporabljajo za namakanje, tako da reka pogosto izgine v puščavi, namesto da bi prišla do jezera, katerega porečju nominalno pripada. To velja celo za glavno reko Tarimske kotline, Tarim, ki je bila zajezena na številnih lokacijah vzdolž svojega toka in katere vode so bile popolnoma preusmerjene, preden lahko dosežejo jezero Lop Nor. V porečju Dzungarije se podobna situacija dogaja z večino rek, ki so se v preteklosti izlivale v jezero Manas. Nekatera slana jezera, ki so izgubila velik del dotoka sladke vode, se zdaj v veliki meri uporabljajo za proizvodnjo mineralnih soli (uporabljajo se npr. pri proizvodnji kalijevih gnojil); to vključuje jezero Lop Nor in jezero Manas.

### Časovni pas
Kljub temu, da je najbolj vzhodna točka province več kot 1600 kilometrov zahodno od Pekinga, je Šindžjang, tako kot preostala Kitajska, uradno v časovnem pasu UTC+8, ki ga prebivalci poznajo kot pekinški čas. Kljub temu nekateri prebivalci, lokalne organizacije in vlade upoštevajo UTC+6 kot standardni čas in to območje imenujejo čas Šindžjang. Ljudje Han običajno uporabljajo pekinški čas, medtem ko Ujguri običajno uporabljajo čas Šindžjang kot obliko odpora proti Pekingu. Ne glede na časovne pasove se večina šol in podjetij odpre in zapre dve uri pozneje kot v drugih regijah Kitajske.

### Puščave
Puščave so:
- Puščava Gurbantüngüt, znana tudi kot Dzoosotoyn Elisen
- Takla Makan
- Puščava Kumtag, vzhodno od Takla Makana

### Glavna mesta
Zaradi pomanjkanja vode večina prebivalstva Šindžjanga živi znotraj dokaj ozkih pasov, ki se raztezajo vzdolž vznožja gorskih verig v regiji na območjih, ki so primerna za namakano kmetijstvo. V teh pasovih je večina mest v regiji: Urumči, Turpan, Kašgar, Karama, Ghulja, Šihezi, Hotan, Atuš, Aksu, Korla.